# ركوب الدراجات لذوي الاحتياجات الخاصة
ركوب الدراجات الهوائية لذوي الاحتياجات الخاصة (أو ركوب الدراجات البارالمبي) هي رياضة مشتقة من ركوب الدراجات الهوائية. يرجع تاريخ نماذج الدراجات الأولية لذوي الاحتياجات الخاصة إلى بداية القرن العشرين، بينما تعود دراجات ذوي الإعاقة الجسدية إلى الستينيات من القرن الماضي، والدراجات الترادفية (التاندم) التي يمارسها المكفوفون إلى السبعينيات، وأخيرًا الدراجات اليدوية (الهاندبايك) للأشخاص الذين يستخدمون الكراسي المتحركة إلى التسعينيات.
على المستوى الدولي الاتحاد المرجعي لهذه الرياضة هو الاتحاد الدولي للدراجات. 

## القواعد
يلتزم ركوب الدراجات لذوي الاحتياجات الخاصة بالقواعد التي وضعها الاتحاد الدولي للدراجات، والتي تُكيَّف مع أنواع الإعاقات. وتتضمن منافسة ركوب الدراجات تخصصين: ركوب الدراجات على الطرق وركوب الدراجات على المضمار. حيث تُمارس رياضة ركوب الدراجات على الطرق في الهواء الطلق بينما تُمارس رياضة ركوب الدراجات على المضمار في مضمار السباق.
يعد ركوب الدراجات أيضًا وسيلة نقل ورياضة ترفيهية تتيح ممارسة الرياضة والقيام برحلات لمسافات طويلة أو ركوب الدراجات الجبلية.

## المعدات
ارتداء خوذة واقية إلزامي للدراجين، ويختلف لون الخوذة حسب فئة الرياضي.
يركب ضعاف البصر على دراجات الترادف وذوي الإعاقة الجسدية على دراجات معدلة بشكل طفيف. أما الأشخاص الذين يستخدمون الكراسي المتحركة فتخصص لهم الدراجات اليدوية حيث لديها ثلاث عجلات وتسحب بواسطة العجلة الأمامية اعتمادًا على نظام يستخدم طاقة الذراعين.

## تصنيف الإعاقات

### التصنيف القديم
استخدم هذا التصنيف حتى الألعاب البارالمبية الصيفية 2008 (انظر ركوب الدراجات في الألعاب البارالمبية الصيفية 2008 [الإنجليزية])
كانت الفئات المستخدمة، والتي هي نفسها بالنسبة لركوب الدراجات على الطرق وركوب الدراجات على المضمار، كما يلي:
| الفئة                                                                          | ملاحظات |
| الإعاقة البصرية (B&VI للمكفوفين وضعاف البصر ). دراجة ترادفية يقودها مرشد سليم. | الإعاقة البصرية (B&VI للمكفوفين وضعاف البصر ). دراجة ترادفية يقودها مرشد سليم. |
| ------------------------------------------------------------------------------ | --- |
| B&VI                                                                           | تتنافس الفئات الفرعية الثلاثة B1 (رياضي كفيف)، B2 (رياضي ضعيف البصر لديه حدة بصرية قصوى 6/24 و/أو مجال بصري أقل من 5 درجات) وB3 (رياضي ضعيف البصر لديه حدة بصرية تتراوح بين 2/60 و6/12 و/أو مجال بصري بين 5 و20 درجة) معًا. |
| الإعاقة الحركية (LC للإعاقات الحركية)                                          | |
| LC1                                                                            | رياضي ذو إعاقة طفيفة أو بسيطة. |
| LC2                                                                            | رياضي معاق في ساق واحدة فقط وقادر على استخدام دواسة القدم بشكل طبيعي باستخدام كلتا الساقين، مع أو بدون طرف صناعي. |
| LC3                                                                            | رياضي معاق في أحد أطرافه السفلية يستخدم الدواسة بشكل رئيسي بساق واحدة. |
| LC4                                                                            | رياضي ذو إعاقات أكثر خطورة تؤثر عادةً على الطرفين السفليين. |
| CP (الشلل الدماغي)                                                             | |
| CP1                                                                            | معظم الرياضيين ذوي الإعاقة الشديدة يتنافسون على دراجة ثلاثية العجلات. |
| CP2 و CP3                                                                      | يمكن للرياضيين الذين ينتمون إلى هاتين الفئتين اختيار المنافسة على دراجة ثلاثية العجلات (CP2) أو على دراجة هوائية (CP3). |
| CP4                                                                            | الرياضيون الأقل إعاقةً الذين يتنافسون على الدراجات. |
| H (للدراجات اليدوية)                                                           | |
| H1/2                                                                           | الشلل الرباعي أو الشلل الكامل أو الشلل النصفي أو مشاكل في استخدام الذراعين واليدين. |
| H3/4/5                                                                         | الشلل النصفي أو بتر في الساق مع ثبات واستقرار كامل للجذع. |

يركب ضعاف البصر على دراجات ثنائية (تاندم) خلف قائد سليم البصر، والذي ليس محترفًا في ركوب الدراجات. يشاركون في سباقات على الطرق وعلى المضمار.
في فئات LC، تتنافس النساء والرجال معًا على الطرق وعلى المضمار، ولكن تتنافس النساء مع الرجال في الفئة الأدنى (رياضية مصنفة LC1 ستتنافس مع دراجي الرجال المصنفين LC2).
في فئات CP، يتنافس الدراجون من كلا الجنسين معًا ولكن يشاركون فقط في سباقات على الطرق.
في فئات HC، يتنافس الدراجون الرجال والنساء بشكل منفصل.

### التصنيف الحالي
طُبق هذا التصنيف ابتداء من الألعاب البارالمبية الصيفية 2012 (انظر ركوب الدراجات في الألعاب البارالمبية الصيفية 2012 [الإنجليزية])
يصنف الرياضيين إلى فئات والتي هي نفسها بالنسبة لركوب الدراجات على الطرق وركوب الدراجات على المضمار، وفقًا لإعاقتهم:
| الفئة                                                                | ملاحظات |
| الإعاقة البصرية (B للمكفوفين). دراجة ترادفية يقودها مرشد سليم البصر. | الإعاقة البصرية (B للمكفوفين). دراجة ترادفية يقودها مرشد سليم البصر. |
| -------------------------------------------------------------------- | --- |
| B                                                                    | تتنافس الفئات الفرعية الثلاثة B1 (رياضي كفيف)، وB2 (رياضي ضعيف البصر بحدة بصرية قصوى 6/24 و/أو مجال بصري أقل من 5 درجات) وB3 (رياضي ضعيف البصر بحدة بصر تتراوح بين 2/60 و6/12 و/أو مجال بصري بين 5 و20 درجة) معًا. |
| الإعاقة الجسدية - H (للدراجات اليدوية)                               | |
| H1                                                                   | الشلل الرباعي من المستوى C6 (أو أقل) والإعاقات المماثلة. |
| H2                                                                   | الشلل الرباعي من المستوى C7 إلى C8 والإعاقات المماثلة. |
| H3                                                                   | الشلل النصفي من المستوى D1 إلى D10 والإعاقات المماثلة. |
| H4                                                                   | الشلل النصفي أقل من المستوى D10 والإعاقات المماثلة، في وضعية الاستلقاء. |
| H5                                                                   | رياضي لديه الحد الأدنى من الإعاقة ويمارس الرياضة على ركبتيه. |
| الإعاقة الجسدية - T (للدراجات ثلاثية العجلات)                        | |
| T1                                                                   | الشلل الدماغي "الشديد" (شلل نصفي، شلل مزدوج، شلل رباعي)، إصابات في الرأس، السكتة الدماغية الشديدة والإعاقات المماثلة.                                                                                             |
| T2                                                                   | الشلل الدماغي "المعتدل" (شلل نصفي، شلل مزدوج، شلل رباعي) والإعاقات المماثلة مؤشر كتلة الجسم. |
| الإعاقة الجسدية - C (لركوب الدراجات الفردية)                         | |
| C1                                                                   | بتر الفخذ + الطرف العلوي والإعاقات المشابهة. |
| C2                                                                   | بتر الفخذ دون استخدام الأطراف الاصطناعية والإعاقات المماثلة. |
| C3                                                                   | بتر الساق المزدوج والإعاقات المماثلة. |
| C4                                                                   | بتر الساق البسيط والإعاقات المماثلة. |
| C5                                                                   | بتر الطرف العلوي البسيط والإعاقات المشابهة. |

## المسابقات
يعود تاريخ مسابقات ركوب الدراجات للرياضيين ذوي الاحتياجات الخاصة إلى الثمانينات.
أصبحت رياضة ركوب الدراجات على الطرق رياضة رسمية في دورة الألعاب البارالمبية لعام 1988 في سيول، كما أصبحت أيضًا رياضة ركوب الدراجات على المضمار رياضة رسمية في دورة الألعاب البارالمبية لعام 1996 في أتلانتا.